# Horst Bahnik
Horst Bahnik, auch Horst Felle, (* 10. Mai 1930 in Magdeburg; † 2013 in Berlin) war ein deutscher Offizier der Nationalen Volksarmee (NVA) und des Ministeriums für Staatssicherheit (MfS) in der Deutschen Demokratischen Republik (DDR). Er war von 1959 bis 1988 Leiter der Kaderabteilung des Militärischen Nachrichtendienstes der NVA und Offizier im besonderen Einsatz des MfS.

## Leben
Bahnik, Sohn des kommunistischen Politikers Wilhelm Bahnik und einer Sekretärin, emigrierte 1934 mit seiner Mutter in die Sowjetunion und besuchte sieben Jahre lang unter dem Namen Horst Felle eine Moskauer Grundschule. 1946/47 studierte er am Technikum in Tomsk.
Im Mai 1947 kehrte Bahnik nach Deutschland zurück und wurde Mitglied der Sozialistischen Einheitspartei Deutschlands (SED). Bis 1949 arbeitete er als Dolmetscher bei der Deutschen Verwaltung des Innern, dem Vorläufer des DDR-Innenministeriums, in Berlin-Wilhelmsruh. 1948 absolvierte er einen Lehrgang an der SED-Kreisparteischule in Berlin-Kaulsdorf und war von September 1949 bis November 1950 Kursant der Polizeischule in Torgau und anschließend deren Mitarbeiter. 
1950 wurde Bahnik vom MfS eingestellt und war bis Dezember 1952 Sachbearbeiter in der Abteilung IX, zuständig für Ermittlungen. Zusätzlich war er Mitglied der Kreisleitung der Freien Deutschen Jugend (FDJ) im MfS in Halle (Saale).
1953 nahm Bahnik an einem einjährigen Lehrgang an der Parteihochschule der SED in Kleinmachnow teil und war von 1954 bis 1957 Instrukteur im Sektor NVA der Abteilung Sicherheitsfragen des Zentralkomitees der SED. Zwischen 1956 und 1959 war Bahnik schwer erkrankt. 
Nach seiner Genesung wurde er 1959 Leiter der Kaderabteilung des Militärischen Nachrichtendienstes der NVA und Offizier im besonderen Einsatz des MfS und blieb dies, bis er 1988 in Rente ging. Zuletzt hatte er den Dienstgrad eines Obersts der NVA. Bahnik lebte bis zu seinem Tod im Berliner Allende-Viertel.

## Ehrungen
- 1980 Vaterländischer Verdienstorden in Silber (DDR)[2]
- 1985 Kampforden „Für Verdienste um Volk und Vaterland“ in Gold (DDR)